# 窦延丽
窦延丽（1965年12月—），山东聊城人，回族，中国国民党革命委员会党员。中华人民共和国教育、政治人物，聊城市实验中学副校长，第十三届全国人民代表大会山东省代表。

## 生平
1997年，到聊城市实验中学任教。1998年4月，被診斷出患有“系统性硬皮症”。
2018年，窦延丽被选为山东省出席第十三届全国人民代表大会代表。在2021年全国两会上，提出《关于打击整治电信网络诈骗犯罪的建议》。